# Aoki Shuzo
Il visconte Aoki Shuzu (青木 周藏?; Sanyō-Onoda, 3 marzo 1844 – Tokyo, 1º febbraio 1914) è stato un politico e diplomatico giapponese fu per due volte Ministro degli Affari Esteri del Giappone e Ambasciatore Giapponese negli Stati Uniti dal 1906 al 1908.

## Biografia
Aoki Shuzo Nacque il 3 marzo 1844 a Ohabu nella Provincia di Nagato (nato con il Nome di  Danshichi Miura figlio di Gencho Miura), in seguito fu adottato da un medico del Dominio di Choshu di nome Kenzo Aoki di sua moglie Tomoko.
sin da giovane venne avviato allo studio della scienza e della medicina presso la Scuola Meirinkan, e successivamente nel 1868 fu inviato all'estero nell'Impero Tedesco per apprendere le basi del diritto occidentale ove ebbe modo di espandere le proprie conoscenze anche alla medicina, politica, economia, persino alla scienza militare.

## Carriera politica nel periodo Meiji
dopo aver approfondito il suo percorso di studi nell'Impero Tedesco, ove nel 1872 divenne rappresentante degli studenti giapponesi nel Paese; Aoki Shuzo tornò in patria nel 1873 ed entro a far parte del Ministero degli Affari Esteri, il quale negli anni successivi svolse alcune importanti missioni diplomatiche sia nello stesso Impero tedesco sia in quello austro-ungarico e in altri paesi dell'Europa.
Successivamente, durante il primo governo di Itō Hirobumi, Aoki Shuzo ricoprì vari ruoli di inviato speciale nei paesi europei, ove il Giappone iniziava i propri approcci commerciali.
Il 24 dicembre 1889 in seguito al ritiro dalla politica da parte del ministro Ōkuma Shigenobu (in seguito ad un attentato fallito che lo ferì ad una gamba) Aoki Shuzo gli succedette nella carica di Ministro degli Affari Esteri sotto la presidenza del principe Yamagata Aritomo il qual durante il suo mandato Aoki Shuzo approfondì i rapporti del proprio paese con l'Impero britannico circa i Trattati ineguali.
Aoki Shuzo nel 1891 fu costretto a dimetteri dalla carica di Ministro degli Affari Esteri in seguito al tentativo d'assassinio allo zarevic Nikolaj Aleksandrovič Romanov da parte di un poliziotto giapponese di nome Tsuda Sanzō, in quale in seguito a ciò il ministro Aoki assicurò al suo Omologo Russo Nikolaj Karlovič Girs che il colpevole sarebbe stato sicuramente condannato a morte dopo la conclusione delle indagini che possano aver portato a quest'atto. Ma nonostante tutto lo stesso ministro Aoki diede la colpa di ciò allo stesso Itō Hirobumi e a Inoue Kaoru il suo ministero fu occupato da Enomoto Takeaki, e lo stesso Aoki Shuzo nel 1892 fu nominato ministro plenipotenziario nei Paesi Bassi, e nello stesso anni in seguito alla nomina a ministro degli esteri di Mutsu Munemitsu Aoki fu scelto da quest'ultimo per divenire ministro plenipotenziario a Londra, ove lavorò al suo fianco per rivedere il Trattato di amicizia e commercio anglo-giapponese.
L'8 novembre 1898 Aoki Shuzo fu riconfermato per la seconda volta Ministro degli Affari Esteri durante il secondo governo del principe Yamagata Aritomo, ove lo stesso Aoki s'impegnò ad ottenere il riconoscimento internazionale delle potenze occidentali nel sostenere l'Alleanza delle otto nazioni durante la Ribellione dei Boxer, successivamente entrò a far parte del Consiglio privato del Giappone ove ottenne il titolo di shishaku (visconte), il suo secondo incarico terminò il 19 ottobre 1900 ove gli succedette il barone Katō Takaaki, ma nonostante tutto Aoki Shuzo continuò a lavorare al ministero degli Esteri, e inoltre in seguito ai risultati positivi ottenuti nel conflitto russo-giapponese promosse l'espansionismo nipponico nel resto del continente asiatico.
nel 1906 fu nominato primo ambasciatore negli Stati Uniti. Durante il suo mandato si occupò principalmente del problema dell'immigrazione giapponese verso il paese americano e in ciò lo stesso Aoki nel 1908 protestò con il presidente Theodore Roosevelt per fermare l'ostilità razziale contro gli immigrati giapponesi in California, poiché nello stato californiano c'erano diversi gruppi anti-asiatici nonché vari progetti di legge che promuovevano la discriminazione dei giapponesi sul suolo statunitense ed in ciò si arrivò ad un accordo con il governo americano circa la limitazione dei passaporti degli immigrati nipponici nonché l'abolizione dei progetti di legge anti-asiatici, Aoki Shuzo nel 1908 fu sostituito nella carica di ambasciatore nipponico negli Stati Uniti da Takahira Kogorō.
Aoki morì per complicazioni dovute alla polmonite nella sua casa di Kōjimachi a Tokyo il 1º febbraio 1914.